# Bimaristão

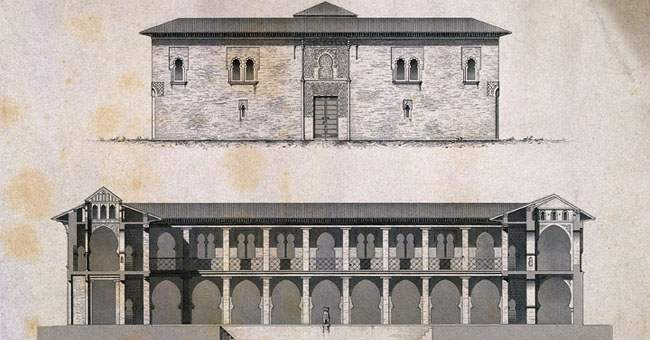
Reconstrução do bimaristão Nasrida de Granada, na Espanha (antiga al-Andalus).

Um bimaristão (persa: بيمارستان, romanizado: bīmārestān; árabe: بِيْمَارِسْتَان, romanizado: bīmāristān), também conhecido como dar al-shifa (e darüşşifa em turco) ou simplesmente maristan ("maristão"), é um hospital no mundo islâmico.

## Etimologia
Bimaristão é uma palavra persa (بیمارستان bīmārestān) que significa "hospital", com bimar- do persa médio de vīmār ou vemār, que significa "doente" ou "pessoa doente" mais o sufixo -stan ("stão") "lugar, localização".
Na literatura inglesa, o termo é frequentemente usado para designar as instituições históricas ou pré-modernas que existiam no mundo islâmico, mas também é usado às vezes em seus idiomas nativos para se referir a hospitais modernos ou a tipos específicos de instituições médicas.

## Histórico
Muitos centros de saúde na antiguidade ajudaram a moldar as formas como os estudiosos muçulmanos buscariam o estudo e o avanço da ciência médica.
Os hospitais móveis foram a primeira versão dos bimaristães. Esses hospitais móveis transportavam medicamentos, alimentos e água, e viajavam com médicos e farmacêuticos para ajudar os necessitados. De acordo com a tradição, o primeiro bimaristão era localizado em uma tenda montada por Rufaida Al-Aslamia em 627 durante a Batalha da Trincheira. Mais tarde, esses centros de atendimento móvel evoluiriam de uma ou duas tendas para enormes unidades de atendimento médico equipadas com ervas medicinais, alimentos, médicos e farmacêuticos. Sob o reinado do Império Seljúcida, um único centro de atendimento móvel exigia 40 camelos para o transporte. A ideia era poder estender o atendimento médico às comunidades rurais que viviam nos arredores das grandes cidades. Os serviços prestados pelos hospitais móveis passaram para outros hospitais islâmicos ao longo do tempo.
Embora o reino islâmico fosse muito grande, Bagdá, Damasco e Cairo abrigavam os bimaristães mais conhecidos. Os seis primeiros bimaristães mostram grandes mudanças nos hospitais islâmicos em um curto período de tempo. O primeiro bimaristão, construído em 706 em Damasco pelo califa omíada Ualide I, concentrava-se no tratamento de pessoas com lepra, mas também atendia pacientes com outros problemas. Por volta do mesmo período, o segundo bimaristão foi construído no Cairo, seguido rapidamente por mais dois em Bagdá, incluindo o primeiro hospital geral documentado. Outros foram logo construídos pelo califa abássida Harune Arraxide.

## Características

### Admissão e tratamento
À medida que os hospitais se desenvolveram durante a civilização islâmica, características específicas foram mantidas. Por exemplo, os bimaristães atendiam a todas as pessoas, independentemente de raça, religião, cidadania ou gênero. Os documentos do waqf afirmavam que ninguém jamais deveria ser rejeitado. Isso incluía as pessoas com doenças ou distúrbios mentais - no Hospital Arghun de Alepo, por exemplo, os cuidados para doenças mentais incluíam luz abundante, ar fresco, água corrente e música. O objetivo final de todos os médicos e da equipe do hospital era trabalhar em conjunto para ajudar no bem-estar de seus pacientes.
Não havia limite de tempo que um paciente poderia passar internado. Em vez disso, os documentos do waqf declaravam que o hospital era obrigado a manter todos os pacientes até que estivessem totalmente recuperados. Homens e mulheres eram internados em alas separadas, mas igualmente equipadas. As alas separadas eram divididas para tratar de doenças mentais, doenças contagiosas, doenças não contagiosas, cirurgia, medicina e doenças oculares. Os pacientes eram atendidos por enfermeiras e funcionários do mesmo sexo. Cada hospital tinha uma sala de conferências, cozinha, farmácia, biblioteca, mesquita e, ocasionalmente, uma capela para pacientes cristãos. Materiais recreativos e músicos eram frequentemente empregados para confortar e animar os pacientes.

### Higiene
O Alcorão forneceu a base para o desenvolvimento da ética profissional, onde o surgimento do ritual de lavagem também influenciou a importância da higiene na prática médica. A higiene promoveu estilos de vida saudáveis e reduziu as doenças, incentivando as comunidades a criar infraestruturas de higiene. Os bimaristães promoviam a higiene por meio de práticas de banhar regularmente os pacientes e a equipe, fornecendo roupas de cama e materiais médicos limpos, bem como por meio de sua arquitetura, que promovia a circulação de ar e a iluminação clara e aberta. As farmácias eram visitadas periodicamente por inspetores do governo chamados muhtasib, que verificavam se os medicamentos estavam misturados corretamente, não diluídos e mantidos em frascos limpos. Além disso, Rasis, que uma vez foi solicitado a escolher o local para um novo hospital em Bagdá, suspendeu pedaços de carne em vários pontos da cidade e recomendou a construção do hospital no local onde a carne apodrecia mais lentamente.

### Educação
As várias injunções do Alcorão e Hadith (ou ações de Maomé), que valorizam a educação e enfatizam a importância da aquisição de conhecimento, desempenharam um papel vital na influência dos muçulmanos dessa época em sua busca por conhecimento e no desenvolvimento do corpo científico.
Os bimaristães não eram usados apenas para fornecer cuidados a indivíduos. Eles também eram instituições educacionais destinadas a aprimorar o conhecimento dos estudantes de medicina na área médica, especialmente em cidades como Bagdá, Damasco e Cairo. Algumas madraças também estavam intimamente ligadas aos bimaristães para que os alunos pudessem aprender nas instituições e colocar seus conhecimentos teóricos diretamente em prática. A preparação para as ciências básicas era aprendida por meio de tutores particulares, estudo autônomo e palestras. Muitos desses hospitais ainda contavam com uma biblioteca conjunta, normalmente repleta de escritos que pudessem ser relevantes para a medicina praticada nos hospitais.
Os médicos dessas escolas proto-médicas não eram exclusivamente muçulmanos; médicos judeus e cristãos também praticavam e ensinavam. Nos principais hospitais do Cairo, Bagdá e Damasco, os alunos frequentemente visitavam os pacientes sob a supervisão de um médico praticante - um sistema comparável à residência médica atual. Assim como nos programas de treinamento médico atuais, trabalhar e aprender nos bimaristães sob a supervisão de médicos praticantes permitia que os estudantes de medicina ganhassem experiência prática no tratamento de várias doenças e na resposta a uma infinidade de situações.
Durante essa época, o licenciamento de médicos tornou-se obrigatório no califado abássida. Em 931, o califa Almoctadir soube da morte de um de seus súditos como resultado do erro de um médico. Ele imediatamente ordenou que seu muhtasib Sinã ibne Tabite examinasse e impedisse os médicos de exercerem a profissão até que fossem aprovados em um exame. A partir de então, os exames de licenciamento eram exigidos e somente médicos qualificados podiam exercer a medicina.
Os primeiros impérios islâmicos, em sua busca por conhecimento, traduziram os trabalhos do grego, latim, pahlavi e sânscrito para o árabe. Antes dessa tradução, esses trabalhos haviam sido perdidos e provavelmente teriam se perdido para sempre. A descoberta dessas novas informações expôs os impérios islâmicos a grandes quantidades de pesquisas e descobertas científicas. Os árabes traduziram uma variedade de tópicos diferentes em toda a ciência, incluindo pesquisas gregas e romanas em medicina e farmacologia. Artefatos traduzidos, como dicionários médicos e livros contendo informações sobre higiene e relações sexuais, ainda estão preservados. Uma das peças traduzidas mais notáveis é um livro de anatomia humana traduzido do grego para o árabe pelo médico muçulmano Avicena. O livro foi usado em escolas no Ocidente até meados do século XVII.

## Função e organização
Uma das contribuições mais notáveis dos hospitais islâmicos foi a própria estrutura organizacional. Essas contribuições ainda influenciam a prática médica contemporânea. Por exemplo, os bimaristães mantinham registros escritos dos pacientes e de seus tratamentos médicos - os primeiros históricos médicos escritos para pacientes. Os alunos eram responsáveis por manter esses registros, que eram posteriormente editados pelos médicos e referenciados em tratamentos futuros.
O primeiro hospital geral documentado surgiu em Bagdá, em 805, construído pelo califa Harune Arraxide e seu vizir, Iáia ibne Calide. Embora não se saiba muito sobre esse hospital devido à falta de documentação, o sistema do hospital geral em si estabeleceu um exemplo para muitos outros hospitais que viriam. No ano 1000, Bagdá tinha mais cinco hospitais.
O hospital típico era dividido em departamentos como doenças sistêmicas, cirurgia e ortopedia, sendo que os hospitais maiores tinham especialidades mais diversas. "Doenças sistêmicas" era o equivalente aproximado da clínica médica de hoje e era dividido em seções como febre, infecções e problemas digestivos. Cada departamento tinha um oficial encarregado, um oficial presidente e um especialista supervisor. Os hospitais também tinham salas de aula e bibliotecas. A equipe dos hospitais incluía inspetores sanitários, que regulavam a limpeza, contadores e outros funcionários administrativos. Os hospitais eram normalmente administrados por um conselho de três pessoas, composto por um administrador não médico, o farmacêutico-chefe, chamado de shaykh saydalani, que era igual em posição hierárquica ao médico-chefe, que atuava como mutwalli (reitor). As instalações médicas tradicionalmente fechavam todas as noites, mas no século X foram aprovadas leis para manter os hospitais abertos 24 horas por dia.
Tanto homens quanto mulheres trabalhavam nesses hospitais, inclusive como médicos, mas a equipe do hospital tinha uma gama de profissões. Assim como nos hospitais de hoje, eles também contavam com farmacêuticos, enfermeiros, inspetores sanitários, especialistas em supervisão, secretários e superintendentes. Os superintendentes, ou em árabe, sa'ur, garantiam que os hospitais atendessem a determinados padrões, além de gerenciar toda a instituição hospitalar. Os farmacêuticos produziam medicamentos como meio de tratamento dos pacientes dos hospitais - eles se baseavam em conhecimentos de química, ou alquimia.
Antes do século X, os hospitais funcionavam durante o dia e fechavam à noite. Mais tarde, os hospitais funcionavam 24 horas por dia. No entanto, os médicos trabalhavam um determinado número de horas com seus salários prescritos por lei (recebiam salários generosos o suficiente para reter seu talento). O médico chefe da equipe, Jabril ibne Buctixu, recebia um salário de 4,9 milhões de dirrãs; para efeito de comparação, um médico residente trabalhava muito mais horas e recebia um salário de 300 dirrãs por mês.
Os hospitais islâmicos obtiveram sua dotação por meio de doações de caridade ou legados, chamados waqfs. Os documentos legais que estabeleciam um waqf também definiam regras sobre como o hospital deveria ser organizado e operar em relação ao paciente, afirmando que qualquer pessoa poderia ser admitida, independentemente de raça, gênero ou cidadania. Pacientes de todos os níveis socioeconômicos teriam acesso a tratamento completo, pois todos os custos eram arcados pelo próprio hospital. Um exemplo foi o Hospital Almançori, no Cairo, construído sob as ordens do governante mameluco do Egito, Calavuno. Sua capacidade máxima era de cerca de oito mil pessoas e a dotação anual era de um milhão de dirrãs. O projeto foi concebido para acomodar várias patologias, bem como uma farmácia, uma biblioteca e salas de aula. As salas de aula eram usadas para reuniões regulares sobre a situação do hospital, para dar aulas aos residentes e também à equipe.

## Hospitais islâmicos notáveis

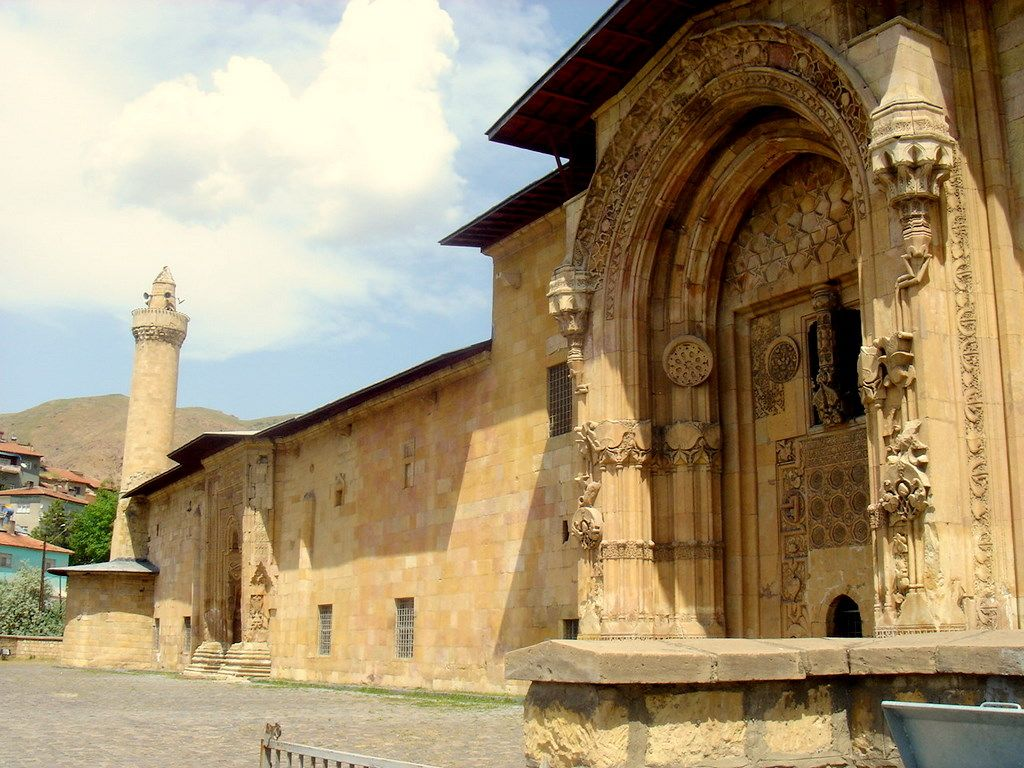
O Hospital (Darüşşifa) e a Grande Mesquita em Divriği, Turquia.

### Bagdá
A existência de hospitais em Bagdá foi documentada desde o século IX, sendo que o primeiro provavelmente foi estabelecido em 805 pelo califa Harune Arraxide e seu vizir, Iáia ibne Calide. No final do século X, mais cinco hospitais foram construídos em Bagdá.

### Hospital Adudi
Fundado em 981 pelo então governante de Bagdá, Adude (Adudi) Daulá, esse hospital foi administrado por Rasis, que também escolheu sua localização ao longo do rio Tigre. Em seu início, o Hospital Al-Adudi tinha vinte e cinco membros na equipe, especializados em áreas que variavam de óptica a cirurgia. Além desses especialistas, o Hospital Al-Adudi também servia como hospital-escola para novos médicos. O hospital permaneceu em funcionamento até o século XII, quando, em 1184, foi descrito como "...sendo como um enorme palácio em tamanho." Por fim, o Hospital Adudi foi destruído em 1258 pelos mongóis liderados por Hulagu Cã no cerco de Bagdá.

### Cairo

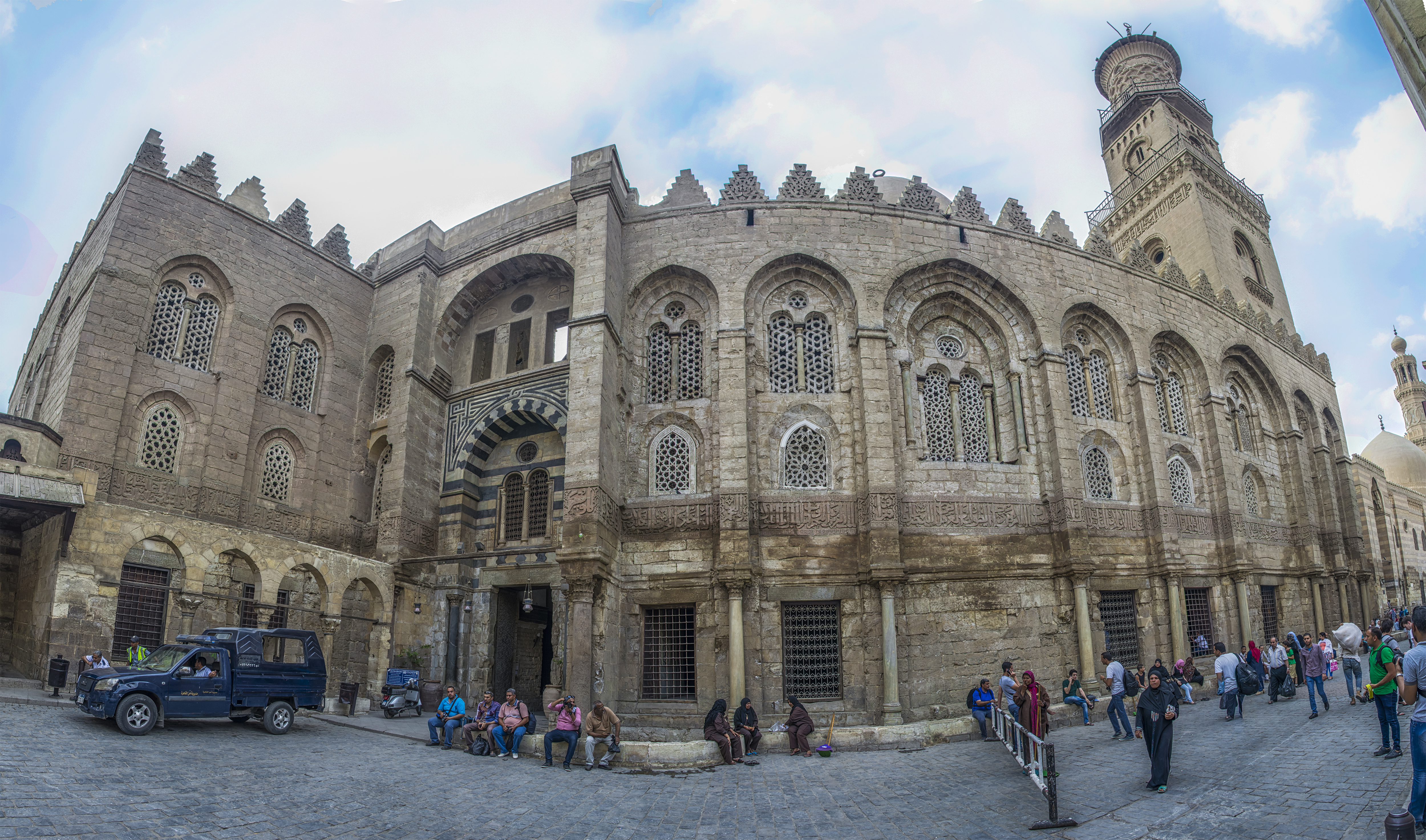
Complexo funerário do Sultão Calavuno no Cairo, Egito, cujo principal componente era um famoso bimaristão (hoje parcialmente em ruínas).

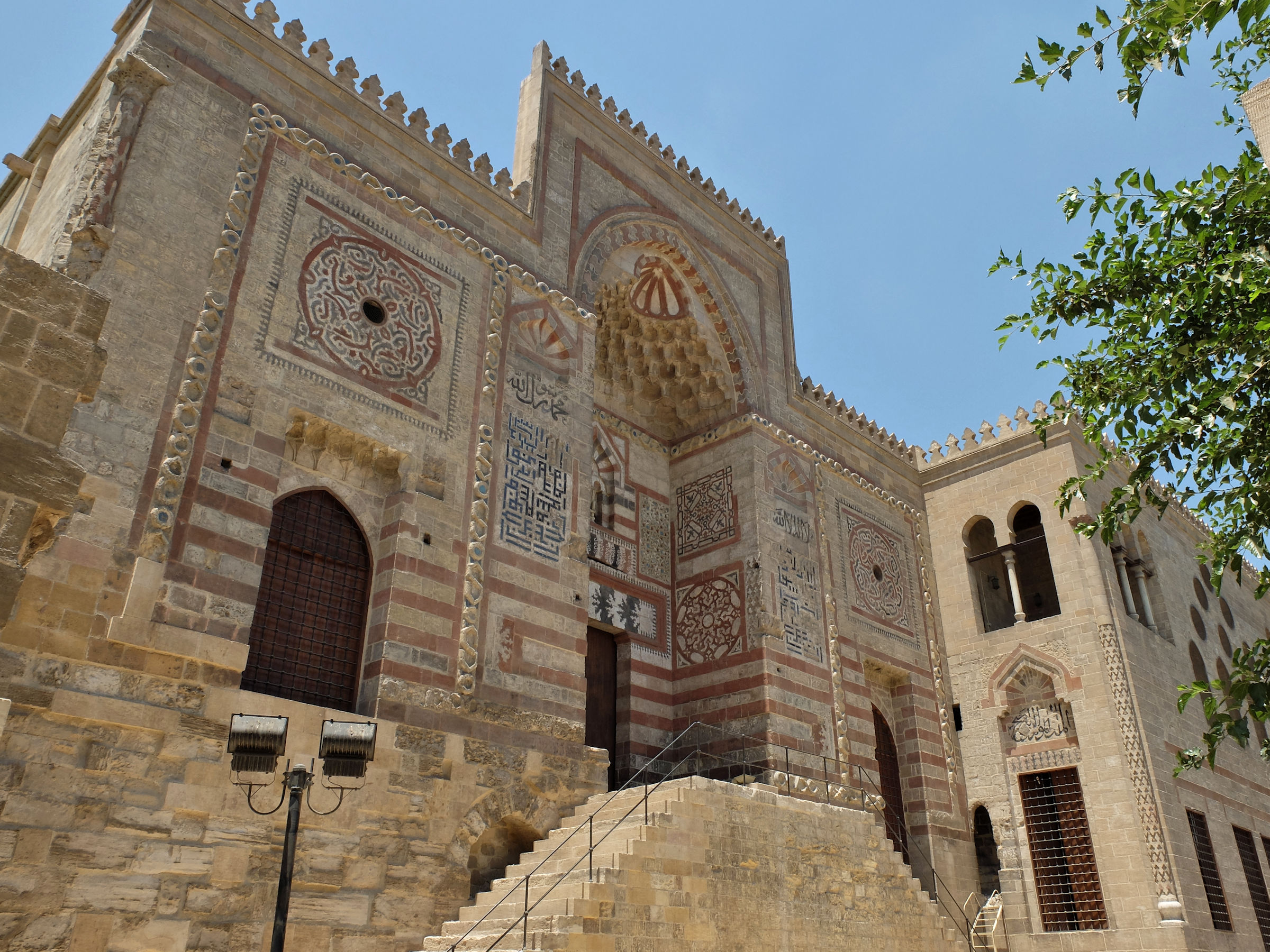
O maristão Almuaíde Xeique, no Cairo.

Um dos primeiros hospitais egípcios foi o Hospital de Fostate, fundado em 872. Ele foi fundado por Amade ibne Tulune e estava localizado em Fostate, no que hoje é o Cairo moderno. O Hospital de Fostate compartilhava muitas características comuns aos hospitais modernos. Entre elas, havia casas de banho separadas por gênero, enfermarias separadas e a guarda de itens pessoais durante a convalescença do paciente. Além dessas práticas, o Hospital de Fostate foi o primeiro a oferecer tratamento para transtornos mentais. Além da prática da medicina, o Hospital de Fostate também era um hospital-escola e abrigava aproximadamente 100 mil livros. Outra característica importante do Hospital de Fostate era o fato de oferecer todo o tratamento gratuitamente. Isso foi possível graças à receita do waqf, e o Hospital de Fostate foi provavelmente o primeiro hospital dotado dessa forma. Perto do Hospital de Fostate, Ibn-Tulum também estabeleceu uma farmácia para fornecer atendimento médico em emergências. O Hospital de Fostate permaneceu em operação por aproximadamente 600 anos.

#### Hospital Almançori
O Hospital Almançori era outro hospital localizado no Cairo e foi concluído em 1284 Seu fundador, Calavuno, foi inspirado a estabelecer um hospital após sua própria experiência de hospitalização em Damasco. Devido à visão de Calavuno para o hospital, o tratamento era gratuito para tornar o hospital acessível tanto para os ricos quanto para os pobres. Além disso, "... ao receber alta, o paciente recebia comida e dinheiro como compensação pelos salários que havia perdido durante sua permanência no hospital". O Hospital Almançori conseguia tratar cerca de quatro mil pacientes todos os dias e foi uma instituição inovadora e serviu de modelo para os futuros bimaristães que viriam.
O Hospital Almançori era substancial, tanto em tamanho quanto em doações. Esse hospital tinha capacidade para oito mil leitos e era financiado por doações anuais que totalizavam um milhão de dirrãs. Assim como o Hospital de Fostate, o Hospital Almançori também tratava pacientes mentais e introduziu a música como forma de terapia. O Al-Mansuri ainda obteve a biblioteca pessoal de Ibn al-Nafis após sua morte em 1258. Esse hospital permaneceu em funcionamento durante o século XV e ainda está de pé, embora seja conhecido como "Mustashfa Qalawun".

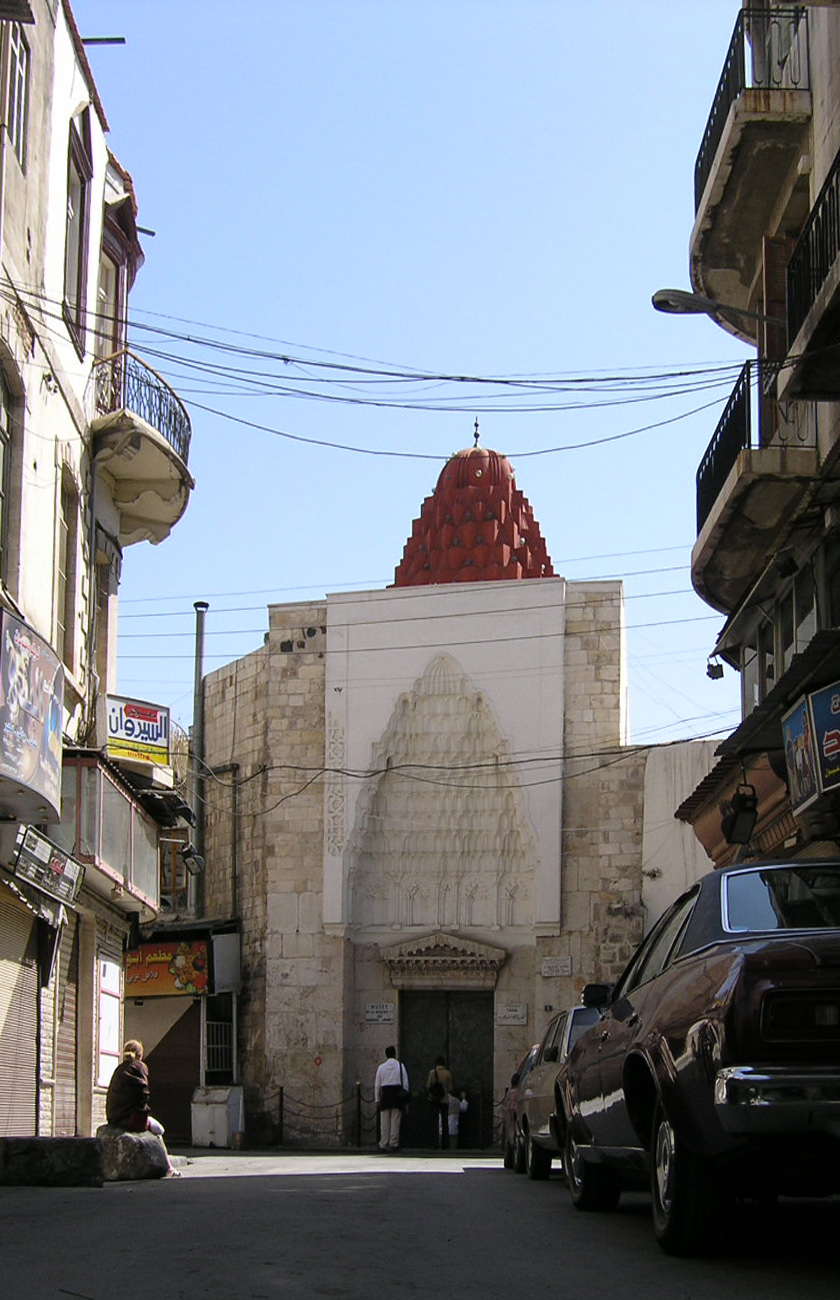
Portal de entrada do bimaristão Nur al-Din em Damasco, Síria.

### Damasco

#### Hospital Al-Walid
Damasco é considerada a sede do primeiro hospital islâmico, que foi estabelecido entre 706 e 707 Fundado por Ualide I, esse hospital tinha o objetivo de servir como centro de tratamento para pessoas com doenças crônicas, como lepra e cegueira, bem como para os pobres. Isso começou com ibne Abde Almaleque reunindo leprosos e impedindo-os de espalhar a doença, fornecendo-lhes dinheiro, o que foi feito para evitar que eles pedissem dinheiro a estranhos, reduzindo, assim, a disseminação da lepra. Para atingir esses objetivos, existiam alas separadas para doenças infecciosas e os pacientes não tinham custo algum para receber tratamento. O Hospital de Alualide foi comparado à nosocomia bizantina, que era uma instituição de caridade encarregada de tratar "... os doentes, os leprosos, os inválidos e os pobres".

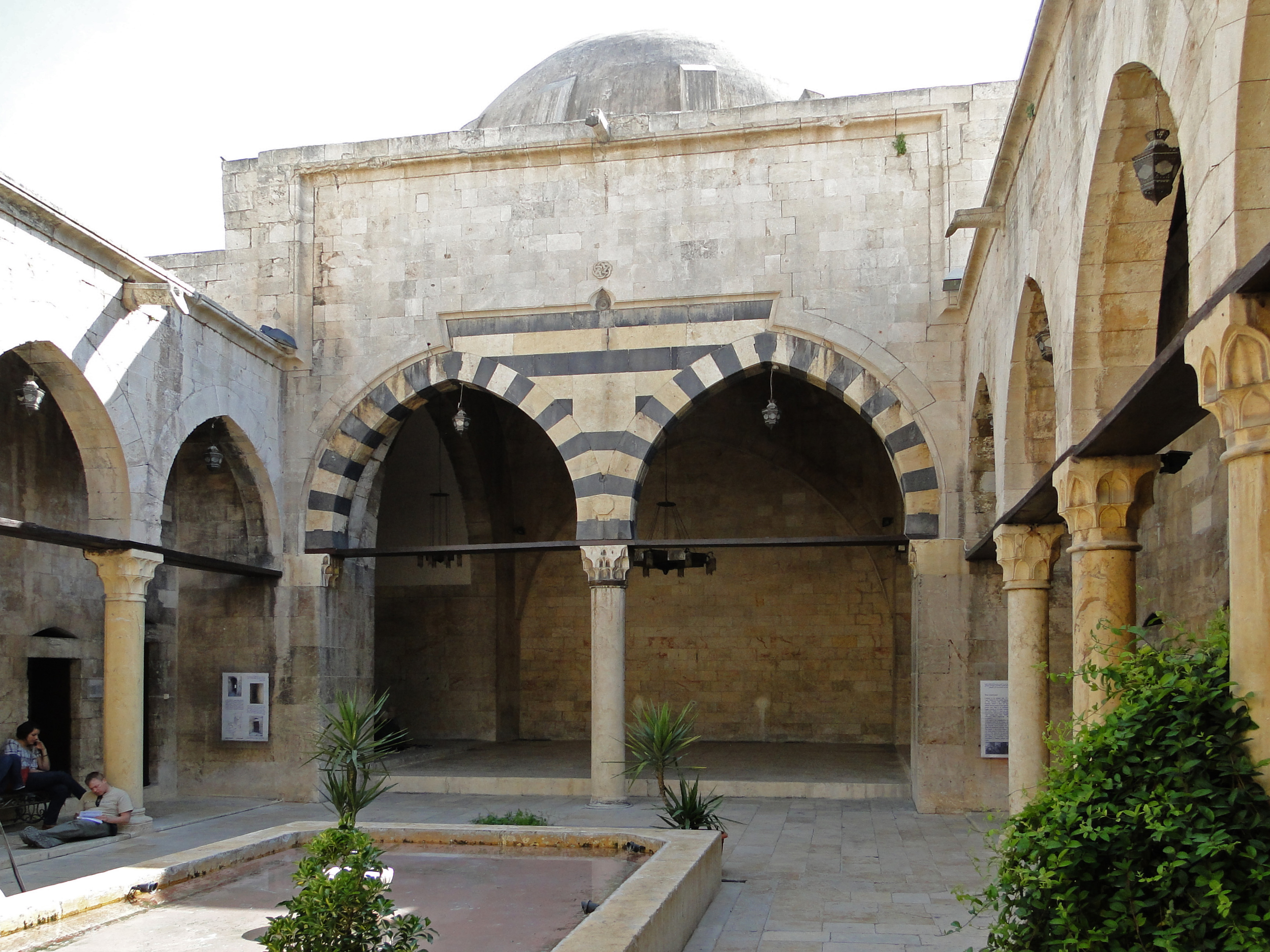
Pátio do bimaristão Argum Alcamili em Alepo, Síria

### Hospital de Anuri
O bimaristão de Noredine ou Hospital de Anuri foi fundado quase quatro séculos e meio após o Hospital de Alualide, em 1156. Seu nome foi dado em homenagem a Noradine. O Hospital de Anuri, que funcionou por cerca de 700 anos, foi o hospital em que Calavuno foi tratado. Esse estabelecimento foi inovador em suas práticas, pois se tornou o primeiro hospital a começar a manter registros médicos de seus pacientes. O Hospital de Anuri também foi uma escola de medicina de prestígio, tendo como um de seus alunos mais notáveis Ibn al-Nafis, que mais tarde seria o pioneiro na teoria da circulação pulmonar.

### Outros bimaristães notáveis no mundo islâmico

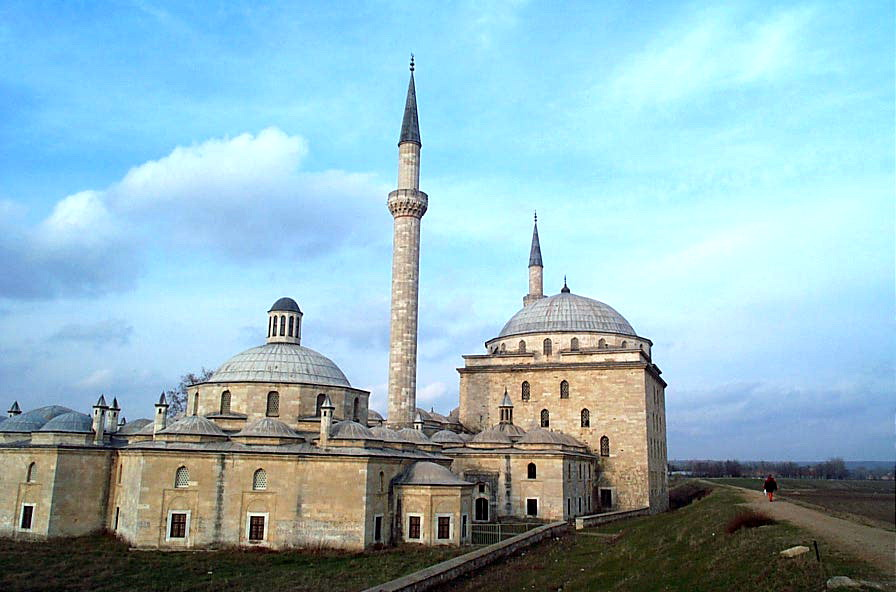
Exterior do complexo do Sultão Bajazeto II em Edirne, Turquia.

- Exterior do complexo do Sultão Bajazeto II em Edirne, Turquia. Maristão de Sidi Freje em Fez, Marrocos.
- O bimaristão nacérida de Granada, Espanha.
- Maristão de Almuaíde, Cairo, Egito.
- Grande Mesquita e Hospital de Divrigi, adjacente à Beilhique de Mengujeque em Divriği, Turquia.
- Complexo do Sultão Bajazeto II em Edirne, Turquia.
- Darüşşifa (bimaristão) e madraça de Gevher Nesibe em Caiseri, Turquia.Um bimaristão (darüşşifa ou bimarhane), Amasia, Turquia.

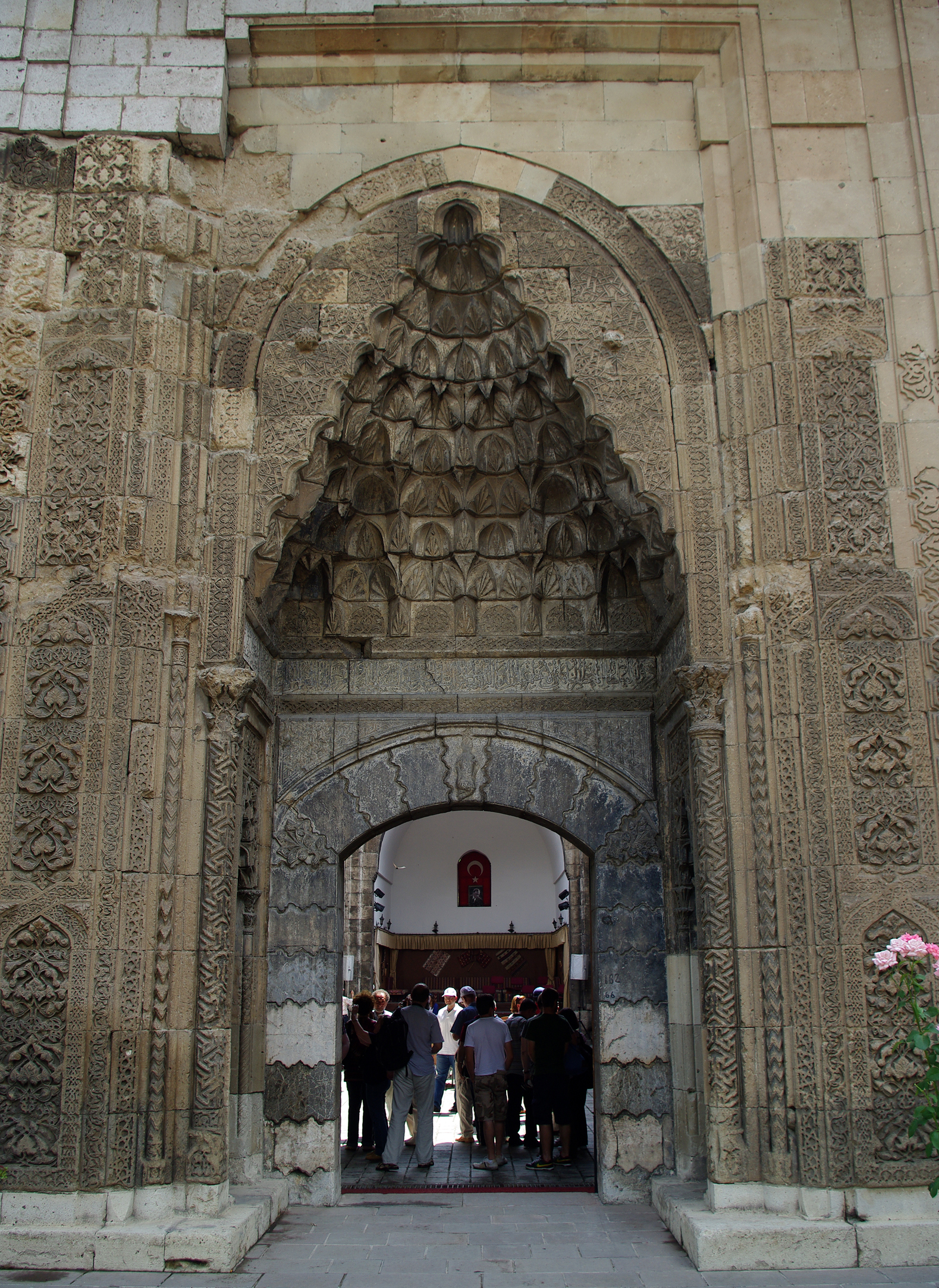
Um bimaristão (darüşşifa ou bimarhane), Amasia, Turquia.

- Madraça e darüşşifa Şifaiye em Sivas, Turquia.

## Avanços na medicina
Com o desenvolvimento e a existência dos primeiros hospitais islâmicos, surgiu a necessidade de novas maneiras de tratar os pacientes. Os bimaristães trouxeram muitos avanços médicos inovadores na cultura islâmica durante essa época, que acabaram se espalhando para o mundo inteiro por meio do comércio e do intercâmbio intelectual. Os médicos ilustres dessa época foram pioneiros em procedimentos e práticas revolucionárias em cirurgias, técnicas, descobertas e curas para doenças e na invenção de inúmeros instrumentos médicos. Entre os muitos desenvolvimentos oriundos dos hospitais islâmicos estavam aqueles projetados para tratar males, doenças e anatomia específicos.

### Almaucili e ibne Issa
Amar Almaucili, um médico e oftalmologista do século X, desenvolveu um tratamento revolucionário para a catarata. A prática incluía uma seringa oca (desenvolvida por ele) e a remoção da catarata por sucção. Embora esse procedimento tenha se desenvolvido ao longo dos séculos, o tratamento básico permanece o mesmo até hoje.
As doenças oculares foram mais exploradas durante essa época por Ali ibne Issa Alcaal ou ibne Issa (falecido por volta de 1038), que praticou e ensinou no Hospital Adudi em Bagdá. Ele escreveu e desenvolveu o Tadhkirat al-kaḥḥālīn ("O Caderno do Oculista"), que detalhava mais de 130 doenças oculares com base na localização anatômica. A obra foi separada em três partes que consistiam em:
1. Anatomia do olho.
2. Causas, sintomas e tratamentos de doenças.
3. Doenças menos aparentes e seus tratamentos.[33]

Essa obra foi traduzida para o latim em 1497 e depois para vários outros idiomas, o que permitiu que ela beneficiasse a comunidade médica nos séculos seguintes.

### Abulcasis
Provavelmente a maior contribuição para o desenvolvimento cirúrgico islâmico tenha vindo de Abulcasis, também conhecido como Abū al-Qāsim ou Al-Zahrawi (936-1013). Ele contribuiu para os avanços na cirurgia inventando e desenvolvendo mais de 200 instrumentos médicos que constituíram o primeiro trabalho independente sobre cirurgia. Esses instrumentos incluíam ferramentas como fórceps, torquês, bisturis, cateteres, cautérios, lancetas e espéculos, que eram acompanhados de desenhos detalhados de cada ferramenta. Abulcasis também escreveu o At-Taṣrīf limanʿajazʿan at-Taʾālīf, ou At-Taṣrīf ("O Método"), que era um texto de 30 partes baseado em autoridades anteriores, como o Epitomae do médico bizantino do século VII Paulo de Égina. A enciclopédia de 30 volumes também documentou as experiências de Abulcasis e seus colegas com o tratamento de doentes ou aflitos. Além da documentação de instrumentos cirúrgicos, o trabalho incluía técnicas operacionais, métodos farmacológicos para preparar comprimidos e medicamentos para proteger o coração, procedimentos cirúrgicos usados em obstetrícia, cauterização e cicatrização de feridas e tratamento de dores de cabeça. Embora Abulcasis tenha sido de certa forma desconsiderado pelos hospitais e médicos no califado oriental (devido às suas raízes espanholas, estando próximo a Córdova, na Espanha), seu avanço e documentação de ferramentas médicas e observações contidas em sua obra tiveram grande influência no eventual desenvolvimento médico na Europa cristã, quando foi traduzido para o latim durante o século XII.

### Rasis
O Califado Abássida em Bagdá passou por extrema experimentação intelectual e médica durante os séculos X e XI. Entre os muitos médicos e intelectuais habilidosos, havia Rasis (c. 865–925). Rasis atuou como médico-chefe em um hospital em Rei, no Irã, antes de ocupar um cargo semelhante no hospital de Bagdá. Ele desenvolveu duas obras importantes relacionadas a avanços na medicina e na filosofia. O Kitāb al-Manṣūrī e o Kitāb al-ḥāwī, ("Livro Abrangente"), que pesquisou a medicina grega, síria e árabe antigas e acrescentou seu próprio julgamento e comentário. Ele também escreveu vários tratados menores, sendo provavelmente o mais famoso o Tratado sobre varíola e sarampo. Esse tratado foi traduzido para vários idiomas modernos, bem como para o latim e o grego bizantino, para fins de ensino e tratamento médico dessas doenças infecciosas.
Rasis foi fundamental para melhorar a educação médica dentro dos hospitais e foi creditado com a criação das "rodadas de enfermaria", que serviram como um método de ensino para os estudantes de medicina dentro do hospital. As rodadas de enfermaria consistiam em várias rodadas de perguntas designadas para os alunos com diferentes níveis de conhecimento médico responderem. Na primeira rodada, esperava-se que os alunos respondessem a perguntas médicas relacionadas aos casos atuais. A segunda rodada era designada para que os alunos com mais experiência respondessem às perguntas restantes e mais complexas. Por fim, se ainda restassem perguntas após a segunda rodada, Rasis fornecia as respostas e frequentemente documentava suas descobertas. Ele foi creditado por ter escrito mais de 200 livros e tratados ao longo de sua vida.

### Ibne Sina (Avicena)
Embora os desenvolvimentos e avanços cirúrgicos feitos no período islâmico medieval sejam de extrema importância, a maior e mais completa contribuição para o mundo da medicina decorrente da medicina e dos hospitais islâmicos veio do firmamento de Bagdá, de ibne Sina, ou "Avicena" no Ocidente. Ibne Sina, que já havia se tornado médico aos 18 anos, desenvolveu o Al-Qanun fi al-Tibb ("O Cânone de Medicina"). Essa obra é amplamente conhecida como uma das obras médicas mais famosas de todos os tempos. As maneiras pelas quais o Cânone de Medicina de ibne Sina trabalhou para reunir várias disciplinas e culturas reviveram autores e filósofos gregos e promoveram novos padrões de pensamento para desenvolver grande parte das práticas médicas futuras que existem hoje. Ibne Sina fez isso combinando os desenvolvimentos médicos do médico e filósofo grego Galeno com a filosofia de Aristóteles. Além disso, como a medicina islâmica reconheceu que muitas doenças são contagiosas, como a lepra, a varíola e as doenças sexualmente transmissíveis, ibne Sina reconheceu a tuberculose como uma doença contagiosa, entre outras que podem ser transmitidas pelo solo e pela água. O Cânone de Medicina continuou a ser estudado por profissionais e instituições médicas europeias até o século XVIII.
Além de seu trabalho com O Cânone de Medicina, ibne Sina serviu como pioneiro da "medicina holística", enfatizando o paciente como um todo, e não apenas um determinado aspecto ao diagnosticá-lo. Embora ibne Sina tenha analisado os sintomas médicos do paciente, também se concentrou na nutrição, na saúde emocional e no ambiente ao chegar a um diagnóstico. Ibne Sina ainda acreditava que a anatomia era a base da medicina. Avicena foi o primeiro médico conhecido a usar um cateter flexível com o objetivo de irrigar a bexiga e combater a retenção urinária no corpo humano. Ibne Sina foi inovador ao reconhecer o câncer de esôfago, a ligadura de artérias, a anatomia dos nervos e tendões, a síndrome compartimental após lesões em apêndices humanos e a ideia de que o reparo arterial seria possível um dia.

### Outros estudiosos notáveis
- Hunaine ibne Ixaque, um tradutor, estudioso, médico e cientista árabe cristão nestoriano, era visto como um mediador entre as ciências gregas e as árabes devido às suas traduções de diversos documentos importantes.[2]
- Ibn al-Nafis, um polímata árabe cujas áreas de trabalho incluíam medicina, cirurgia, fisiologia, anatomia, biologia, estudos islâmicos, jurisprudência e filosofia, também era médico e autor,[2] sendo mais conhecido por seu comentário sobre a circulação pulmonar.[42][43][44]
- Mir Mu'min Husayni Tunikabuni, um estudioso persa do século XVII, concentrou-se em como o controle da respiração iogue pode controlar os humores.

## Legado e consequências
Embora as pessoas costumassem aprender medicina viajando, trabalhando em suas casas, em madraças ou em hospitais, as pessoas aprenderam que os bimaristães eram uma das instituições mais úteis para o aprendizado. Eles tinham recursos e professores disponíveis o tempo todo, o que os tornava um local muito conveniente para aprender e ensinar. Os bimaristães abriram o caminho para muitas instituições médicas.
Grande parte do legado que envolve a influência islâmica nos hospitais e na ciência moderna pode ser encontrada nas descobertas, técnicas e práticas introduzidas por acadêmicos e médicos que trabalhavam nesses hospitais entre os séculos X e XIX. Esse período foi importante para o avanço das práticas medicinais modernas e é conhecido como um dos maiores períodos de desenvolvimento. Muitas dessas descobertas estabeleceram a base para o desenvolvimento da medicina na Europa e ainda são práticas comuns na medicina moderna. Entre essas descobertas em astronomia, química e metalurgia, os estudiosos desenvolveram técnicas para a medicina, como a destilação e o uso do álcool como antisséptico, que ainda hoje é usado em hospitais. Essas descobertas não apenas levaram a melhorias duradouras na medicina no mundo muçulmano, mas, por meio da influência dos primeiros hospitais islâmicos e árabes, as instituições médicas de todo o mundo foram apresentadas a vários novos conceitos e estruturas, aumentando a eficiência e a limpeza que ainda podem ser encontradas nas instituições atuais.
Alguns desses conceitos influentes incluem a implementação de enfermarias separadas com base na doença e no gênero, farmácias, armazenamento de registros médicos e a educação associada à prática da medicina. Antes da era islâmica, a maioria dos cuidados médicos europeus era oferecida por padres em sanatórios e anexos a templos. Os hospitais islâmicos revolucionaram isso ao serem operados secularmente e por meio de uma entidade governamental, em vez de serem operados exclusivamente pela igreja. Essa introdução de hospitais operados pelo governo fez com que não houvesse discriminação, permitindo que o hospital se concentrasse exclusivamente em seu objetivo principal de atender a todas as pessoas e trabalhar em conjunto para ajudar a todos.
Os bimaristães documentavam como os centros funcionavam: como os registros médicos eram mantidos em segurança, como os médicos eram devidamente licenciados e como a manutenção era feita para que os hospitais pudessem continuar a atender os pacientes que precisavam de muitas formas diferentes de ajuda. Os hospitais posteriores foram modelados a partir dos bimaristães originais, o que demonstra que eram centros bem administrados.

### Alas separadas
Os hospitais islâmicos também trouxeram a ideia de enfermarias ou segmentos do hospital separados por diagnóstico do paciente. Quando os hospitais islâmicos introduziram essa ideia, as alas não eram separadas apenas por diagnóstico, mas também por sexo. Embora os hospitais atuais não sejam tão rigorosos e não separem mais por sexo, eles ainda separam as pessoas por doença ou problema. Ao fazer isso, diferentes alas poderiam se especializar em determinados tratamentos para seus pacientes. Essa prática não só existe ainda hoje nos hospitais modernos, mas também levou ao avanço dos tratamentos da época que agora compõem o "Cânone da Medicina". Essa separação de doenças não só ajudou no tratamento oportuno dos pacientes, mas também ajudou os pacientes e os médicos a não adoecerem com outras doenças que os cercavam.

### Registros médicos
Com o avanço tão rápido da medicina nos hospitais islâmicos, eles precisavam de uma forma de catalogar todas as suas descobertas, o que acabou dando origem aos primeiros registros médicos, tornando os hospitais mais eficientes, pois eles podiam verificar os registros de outros pacientes para encontrar pessoas com sintomas semelhantes e, com sorte, tratá-las da mesma forma que os outros pacientes. Os médicos não apenas mantinham registros médicos, mas também anotações sobre os pacientes e as forneciam para revisão por pares, como forma de não serem responsabilizados por negligência médica. Essas informações também permitiram que os médicos começassem a perceber padrões nos pacientes, tornando as práticas medicinais mais precisas. A eficiência obtida com a manutenção dos registros permitiu que os hospitais funcionassem com mais tranquilidade e tratassem os pacientes com mais rapidez. Essa manutenção de registros levou ao acúmulo do Cânone da Medicina.

### Educação e qualificação
Outro legado que mudou muito a forma como as práticas médicas foram desenvolvidas foi o método de educação e perpetuação do conhecimento médico. Os hospitais islâmicos modernizaram a qualificação e a educação dos médicos, o que levou a uma licença para praticar medicina em hospitais. Em 931, o califa Almoctadir iniciou o movimento de licenciamento de médicos dizendo a Siban Ibn-Thabit para conceder licenças médicas somente a pessoas qualificadas. Siban Ibn-Thabit foi encarregado de examinar cada um dos 860 médicos em exercício na época, resultando na reprovação de 160 e estabelecendo um novo precedente no mundo da medicina. A partir de então, os médicos eram obrigados a passar por exames de licenciamento antes de poderem exercer a medicina. Em um esforço para aplicar adequadamente o exame de licenciamento, foi estabelecido o cargo de muhtasib. Se o jovem médico conseguisse provar sua competência profissional por meio dos exames, o muhtasib administrava o Juramento de Hipócrates e uma licença que permitia ao médico exercer legalmente a medicina. Como um dos principais objetivos dos hospitais islâmicos era o treinamento de novos médicos ou estudantes, os médicos seniores e outros oficiais médicos frequentemente realizavam seminários instrutivos em grandes salas de aula, detalhando doenças, curas, tratamentos e técnicas a partir de manuscritos de classe. Os hospitais islâmicos também foram os primeiros a adotar práticas que envolviam estudantes de medicina, acompanhados por médicos experientes, nas enfermarias para participarem das rodadas de atendimento aos pacientes.

### Farmacologia
Durante a Idade de Ouro islâmica, houve um movimento de tradução para converter textos médicos gregos para o árabe. Alguns dos livros que impactaram o campo foram Tarkib-Al-Advieh, sobre misturas de medicamentos, Al-Advieh Al-Mofradeh, que foi escrito sobre medicamentos isolados, Ghova-Al-Aghzieh, que tratava da potência dos alimentos para a medicina, Al-Advieh Ao Al-dava, Al-Oram, que tratava de inchaços do corpo, e Al-Teriagh ou The Book of Theriac. Por meio de leituras, os médicos islâmicos conseguiram encontrar medicamentos que poderiam usar para ajudar a tratar os pacientes.
Um dos mais notáveis contribuintes para a farmacologia foi Galeno, um médico do Império Romano, que escreveu sobre as teorias da ação das drogas. As teorias de Galeno foram posteriormente registradas, simplificadas e traduzidas por estudiosos árabes, principalmente Hunaine ibne Ixaque. Devido à necessidade de traduzir as obras do grego para o árabe, há muita documentação disponível sobre a nomenclatura das drogas. Autores como Abulcasis e Maimônides entraram em detalhes sobre esse aspecto e discutiram a nomenclatura das drogas, incluindo a linguística, bem como os sinônimos e as explicações por trás do nome dado à droga. Avicena, em seu Cânone da Medicina, explicou os tipos de medicamentos, como antissépticos e narcóticos, bem como explicou as formas, como comprimidos, poderes e xaropes.
Depois de aprender com os diferentes livros e chegar a suas próprias conclusões, os médicos árabes fizeram várias contribuições quando se tratou de determinar a dosagem para os pacientes, dependendo de sua condição. Vários estudiosos, incluindo o médico árabe Alquindi, determinaram a progressão geométrica da dosagem. Eles descobriram que havia um aumento aritmético na sensação da droga à medida que a dosagem era aumentada.
Algumas das principais áreas de estudo da farmacologia envolviam a toxicologia e a ciência por trás dos medicamentos sedativos e analgésicos. Muitos médicos, árabes e não árabes, eram fascinados por venenos. Eles buscavam conhecimento sobre como criá-los e remediá-los. Da mesma forma, a ciência das drogas sedativas e analgésicas também fascinava os médicos árabes. Substâncias como a Cannabis sativa (haxixe), Hyoscyamus niger (narcótico) e Papaver somniferum (ópio) foram bem estudadas e usadas em sua medicina.